# George Simion
George-Nicolae Simion (nacido el 21 de septiembre de 1986 en Focșani, Rumania) es un político y activista cívico rumano de extrema derecha. Es el presidente de la Alianza para la Unión de los Rumanos (AUR), un partido político en Rumania que ganó popularidad después de su inesperadamente alto resultado en las elecciones legislativas rumanas de 2020.
Simion estudió en el colegio nacional Gheorghe Lazăr, la Universidad de Bucarest y la Universidad Alexandru Ioan Cuza, obteniendo en esta última una maestría en historia. Después de esto, comenzó a ser un activista cívico a favor de la unificación de Moldavia y Rumanía. Simion ha creado organizaciones y eventos notables, como Acción 2012, la Alianza por el Centenario y la Marcha del Centenario, y ha participado en varias protestas y manifestaciones de apoyo a los moldavos y sus derechos. Estos actos le han llevado a prohibirle la entrada en Moldavia en varias ocasiones, una de las cuales sigue en vigor en la actualidad.
En 2019, Simion comenzó a participar en política al presentarse como candidato independiente a las elecciones al Parlamento Europeo de 2019 en Rumanía, obteniendo 117 141 votos. Tras esto, el 19 de septiembre de 2019 se fundó el partido Alianza para la Unión de los Rumanos, cuyo objetivo es la unificación de la etnia rumana y del que Simion es presidente. El AUR se hizo notable después de su puntaje inesperadamente alto en las elecciones legislativas rumanas de 2020.
Simion también ha sido parte de varias controversias, como el acceso de dos exmilitares que supuestamente habían reprimido a los revolucionarios en la Revolución Rumana de 1989 al Parlamento rumano con la ayuda de la AUR o su participación en las disputas de 2019 sobre el cementerio militar en Valea Uzului.

## Activismo
En 2004, Simion exhibió el mensaje Eroii nu mor niciodată ("Los héroes nunca mueren") en Timișoara en el 15.º aniversario de la Revolución rumana. Dos años más tarde, organizó una protesta en Bucarest a favor de los estudiantes moldavos del Liceo Teórico Rumano-Francés Gheorghe Asachi de Chisináu.
En 2011, estableció Acción 2012 (Acțiunea 2012 en rumano), una coalición de ONG y asociaciones cívicas que abogan por la unificación de Moldavia y Rumania. Acción 2012 participó en las protestas de 2015-2016 en Moldavia.
En 2012, organizó la protesta en Bălți, Moldavia, Bălți simte românește ("Bălți se siente rumano"). En 2014, Simion organizó una protesta a favor de los besarabianos rumanos después de que un productor de televisión rumano los insultara.
En 2017, Simion criticó que el estado rumano no estaba preparando suficientes eventos para celebrar el centenario de la Gran Unión como lo habían hecho otros países como Polonia. Por lo tanto, fundó la Alianza por el Centenario y anunció que se habían preparado muchos eventos para 2018, incluida una marcha desde Alba Iulia (Rumania) a Chisináu (Moldavia).
Esta marcha se materializó en 2018 como la Marcha del Centenario. Organizada por Simion, se dividió en once etapas y cubrió unos 1 300 kilómetros. Fue diseñada de manera que se visitaran lugares importantes para la Primera Guerra Mundial y la Gran Unión de Rumania. La marcha comenzó el 1 de julio en Alba Iulia frente a la catedral de la Coronación, donde Fernando I fue proclamado Rey de la Gran Rumanía. La marcha terminó como estaba previsto el 1 de septiembre en Chisináu, donde miles de entusiastas dieron la bienvenida a los participantes y realizaron una manifestación final en la plaza de la Gran Asamblea Nacional de la ciudad. Sin embargo, Simion no pudo participar en la etapa final de la marcha en Moldavia ya que se le prohibió ingresar al país el 28 de agosto.

### Prohibiciones de entrada a Moldavia
Las actividades y eventos sindicalistas de Simion han provocado el descontento de las autoridades moldavas, que lo han expulsado en varias ocasiones. La primera vez que esto sucedió fue en marzo de 2009, mientras se desarrollaba una protesta conmemorativa del 91 aniversario de la unión de Besarabia con Rumanía. Simion, junto con Eugen Rusu, uno de los principales organizadores del evento, fueron arrestados por "violar el orden público". Rusu fue puesto bajo detención administrativa y Simion fue multado y puesto en libertad. A esto le siguió la prohibición de entrar en Moldavia a decenas de ciudadanos rumanos. Por todo esto, el Ministerio de Relaciones Exteriores de Rumania pidió explicaciones. La segunda vez que a Simion se le prohibió ingresar a Moldavia fue el 16 de diciembre de 2014. Se suponía que esto se levantaría el 20 de diciembre, pero se le permitió ingresar a Moldavia unas horas más tarde a través de Sculeni.
El 14 de mayo de 2015, a Simion se le prohibió por tercera vez ingresar a Moldavia por un período de 5 años por "poner en peligro la seguridad nacional" a través de sus eventos, convirtiéndose en una persona non grata. Como resultado, la embajada rumana en Chisináu exigió explicaciones. Esta decisión fue levantada el 18 de septiembre. Sin embargo, nuevamente, el 5 de febrero de 2016, fue sancionado por cuarta vez, pero esta fue anulada al día siguiente.
El 28 de agosto de 2018, Simion, mientras participaba en la Marcha del Centenario, fue nuevamente sancionado por quinta vez por un período de 30 días por "mostrar un comportamiento agresivo e inapropiado y negarse a cumplir con los procedimientos legales para cruzar la frontera estatal [entre Moldavia y Rumania]". La sexta y última vez que a Simion se le prohibió entrar en Moldavia fue el 1 de octubre por un período de cinco años. Presuntamente fue detenido y golpeado, subiendo a Facebook una foto con una herida en la cabeza y otra con el documento de prohibición manchado de sangre. La policía moldava rechazó estas declaraciones y dijo que el procedimiento se llevó a cabo de manera pacífica. Esta prohibición sigue vigente en la actualidad.

## Carrera política

### Elecciones al Parlamento Europeo de 2019

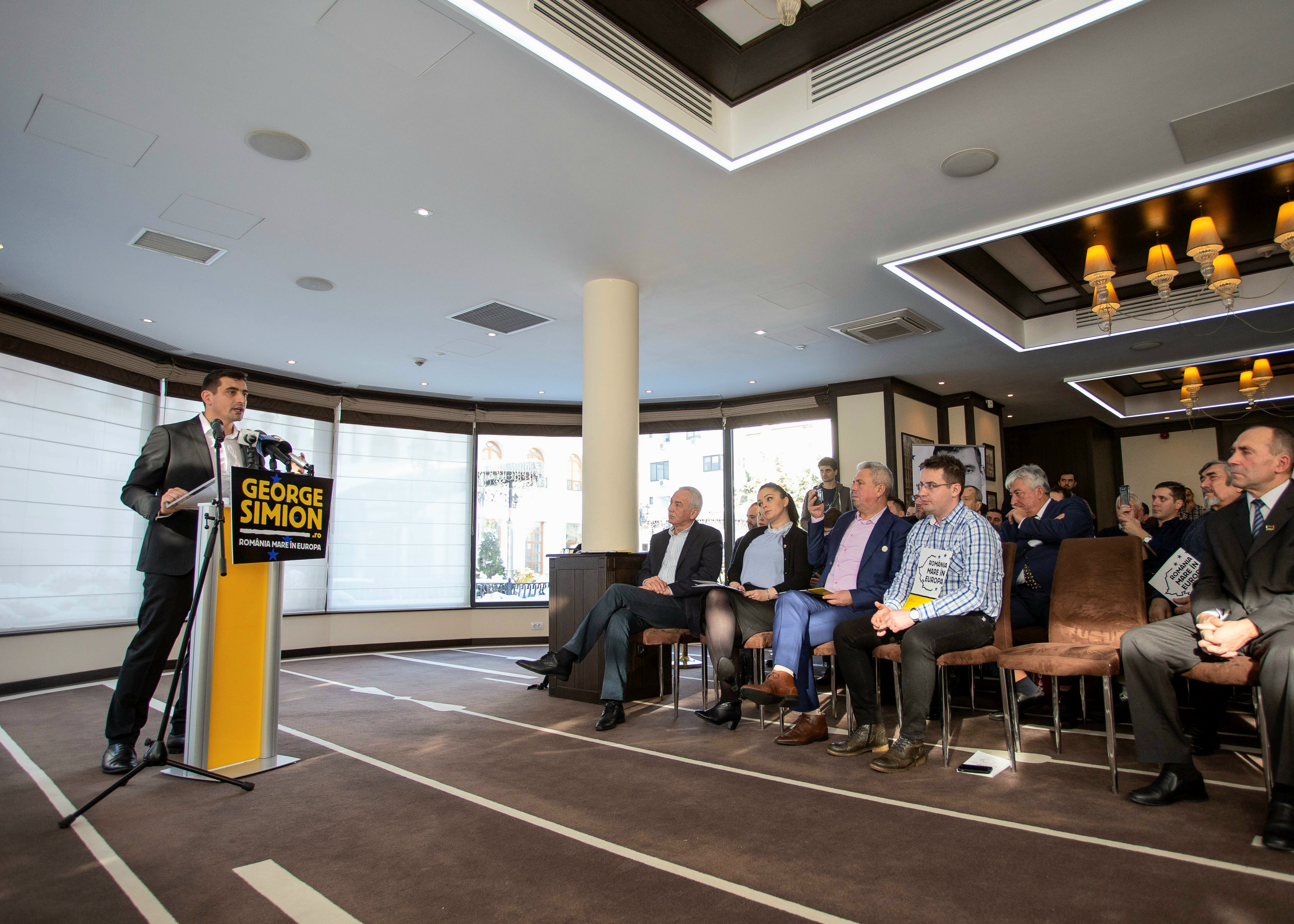
Simion anuncia su candidatura a las elecciones al Parlamento Europeo, 12 de enero de 2019

En 2019, Simion ingresó al mundo de la política al anunciar su intención de participar como candidato independiente en las elecciones al Parlamento Europeo en Rumania del 26 de mayo de 2019. Habiendo sido ya un defensor de la unificación de Moldavia y Rumanía, Simion tenía como principal objetivo hacer de este proyecto uno europeo. De hecho, el lema de su campaña fue România Mare în Europa ("Gran Rumanía en Europa").
Además de esto, promovió un mensaje "antipartidista", argumentando que solo un candidato independiente y no los diferentes intereses partidistas podría representar verdaderamente los intereses de los rumanos. Simion declaró que lucharía por los derechos de las minorías rumanas, como en Serbia o Ucrania, y también por la protección de los derechos de los miembros de la diáspora rumana que trabajan en la Unión Europea (UE). También expresó su intención de detener la deforestación ilegal del país y la construcción de carreteras que conectan Moldavia y Rumania.
Simion también se comprometió a traer al menos un niño de cada localidad rumana a la ciudad de Bruselas para explicarles cómo funcionan las instituciones europeas y donar las tres cuartas partes de su salario como eurodiputado a proyectos en Rumanía o Moldavia. Además de Simion, hubo otros dos candidatos independientes en la elección, Gregoriana Tudoran y Peter Costea.
Simion obtuvo 117 141 (1,29 %) de los votos en las elecciones y no consiguió un escaño en el Parlamento Europeo.

### Alianza para la Unión de los Rumanos

Simion en Roma con la primera ministra italiana Giorgia Meloni, 14 de diciembre de 2024

El 19 de septiembre de 2019, se estableció formalmente el partido político rumano Alianza para la Unión de los Rumanos (AUR). Inicialmente, Simion fue uno de los dos copresidentes del partido, siendo el otro Claudiu Târziu. Tiempo después, el 1 de diciembre, durante el Gran Día de la Unión (el día nacional de Rumania), Simion dijo que la AUR tenía la intención de presentarse a las elecciones locales y legislativas rumanas de 2020. Esta persona fue la candidata de la AUR en las elecciones locales de Rumanía de 2020 en la ciudad de Bucarest. Obtuvo el 0,67% de los votos, quedando en el 7° lugar. A nivel nacional, la AUR solo ganó en tres ciudades: Amara, Pufești y Valea Lungă.
La popularidad de la AUR aumentó después de obtener el 9% de los votos en las elecciones legislativas rumanas de 2020, convirtiéndose en el cuarto partido más grande de Rumania a pesar de haber sido creado hace poco más de un año en ese momento. Este aumento de popularidad también afectó a Internet. El partido tuvo un gran apoyo de la diáspora, ocupando el primer lugar entre los rumanos en Italia y Chipre y el segundo entre los rumanos en Francia y España.
Según el sitio web del partido, el objetivo final de la AUR es lograr la unificación de todos los rumanos "donde sea que se encuentren, en Bucarest, Iași, Timișoara, Cernăuți, Timoc, Italia o España". Tiene cuatro pilares autodenominados: familia, nación, fe cristiana y libertad.

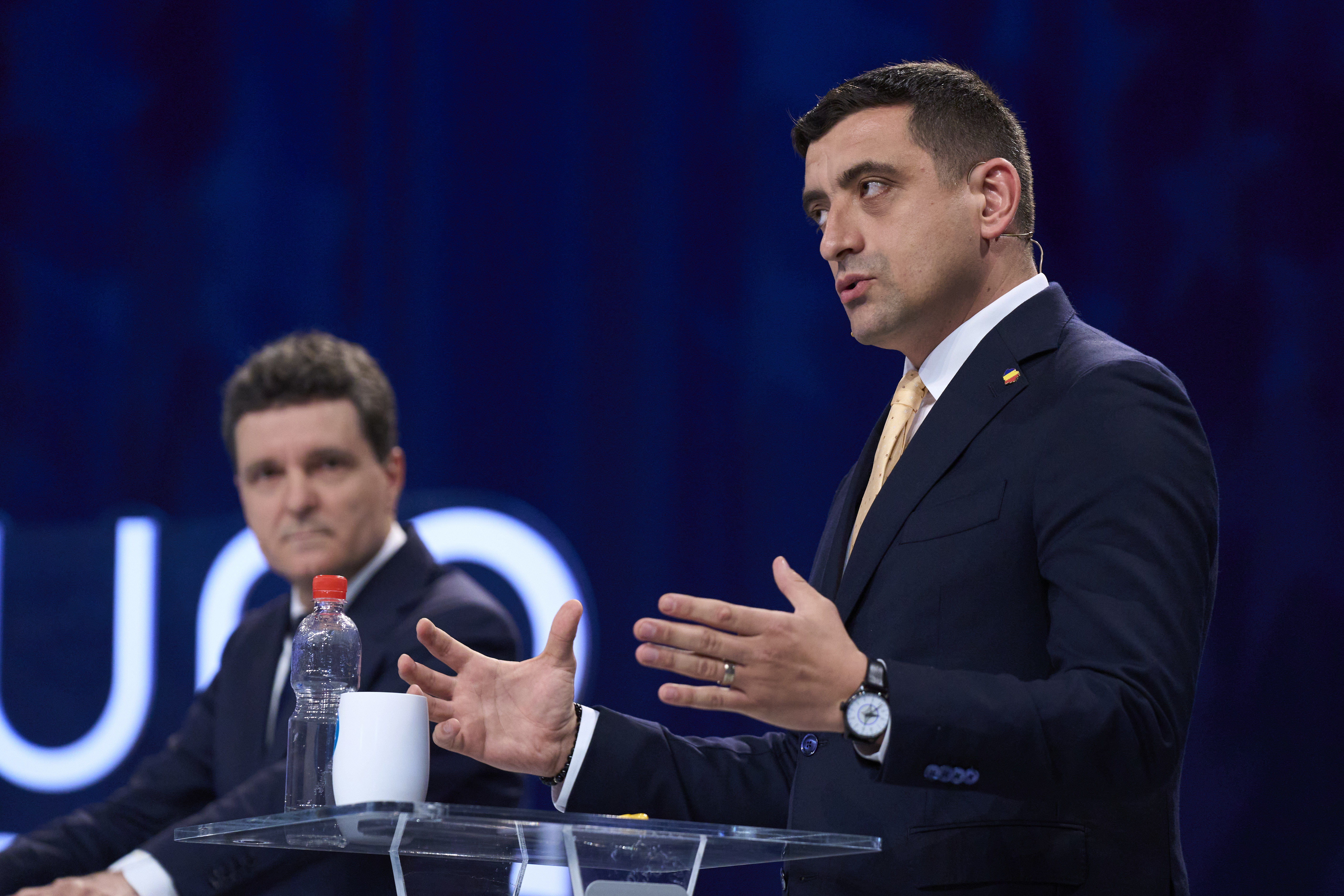
Simion durante un debate con Nicușor Dan, 8 de mayo de 2025

El 20 de enero de 2021, Simion se reunió con Janusz Kowalski, secretario de Estado del Ministerio de Bienes del Estado de Polonia, y con Radosław Fogiel, asesor del líder del partido Ley y Justicia, Jarosław Kaczyński, en Varsovia. Hablaron de la situación de las empresas estatales estratégicas y de un proyecto de ley contra la censura en Internet. Simion le dio a Fogiel un mapa de la Gran Rumanía. El 21 de enero, el copresidente de la AUR se reunió en Bruselas con eurodiputados conservadores, donde hablaron sobre el paquete europeo de movilidad, el Pacto Verde Europeo, la implementación de un "pasaporte de vacunas" y la censura de las Big Tech. Tras las reuniones, el 22 de enero, Simion anunció que la AUR se afiliaría a la "familia política europea de conservadores y reformistas".
El 27 de marzo de 2022 se llevó a cabo el primer congreso de la AUR en el Palacio del Parlamento. Simion se postuló para ser votado como presidente del partido, siendo su único oponente la entonces diputada de la AUR en el distrito de Constanța Dănuț Aelena. Aelena afirmó que solo se postuló para demostrar que la AUR era un partido democrático y que no quería "expulsar" a Simion del partido, admitiendo que era menos conocido que él. Simion obtuvo 784 votos mientras que Aelena recibió 38, lo que significa que Simion se convirtió en el único presidente del partido después de haber compartido previamente este cargo con Târziu, quien se convirtió en presidente del CNC del partido.

### Candidato a la presidencia de Rumanía
Simion se presentó como candidato a las elecciones a la presidencia de Rumanía celebradas en 2025, después de que el Tribunal Constitucional anulara la segunda ronda de los comicios de 2024 por la supuesta intervención rusa en los comicios y prohibió la participación del candidato prorruso y extremista, Călin Georgescu.
Simion que se presentó apadrinado por Georgescu, fue el más votado en la primera vuelta y cayó derrotado en la segunda celebrada el 18 de mayo ante Nicușor Dan, candidato europeísta y alcalde de Bucarest.

## Vida personal

Simion y su esposa, Ilinca, encendiendo una vela en la iglesia del Santo Sepulcro en Jerusalén

Simion nació el 21 de septiembre de 1986 en Focșani, Rumania. Se graduó en el colegio nacional Gheorghe Lazăr de Bucarest. Luego de esto, Simion estudió en la Universidad de Bucarest, en la Facultad de Administración y Negocios, y luego estudió en la Universidad Alexandru Ioan Cuza de Iași, donde obtuvo una maestría en historia luego de tener como tema de investigación "los crímenes del comunismo". Actualmente, Simion vive modestamente en un pequeño estudio en Bucarest y está casado con Ilinca Munteanu desde el 27 de agosto de 2022. Presuntamente dona el 90% de su salario a causas cívicas, relacionadas con Rumania o los rumanos, mes a mes.
Ha escrito dos libros. El primero de ellos es Blocați în labirint ("Encerrado en [el] laberinto"), en el que habla sobre la cronología de la República de Moldavia desde su independencia hasta 2017 (año en que se publicó el libro). En 2019, publicó su segundo libro, Cum i-am cunoscut ("Cómo los conocí"), en el que habla de cómo conoció a importantes políticos rumanos como Klaus Iohannis, Dan Barna, Traian Băsescu e Ion Iliescu, y presenta un análisis de la situación política, económica y social de Rumanía en los últimos 30 años.